# Minami (Sagamihara)
Minami (南区, Minami-ku) és un dels tres districtes que formen la ciutat de Sagamihara, a la prefectura de Kanagawa, Japó. El nom de Minami, que traduït al català vol dir "sud", fa referència a la seua posició geogràfica dins de la ciutat.

## Geografia
El districte de Minami es troba a la part més oriental de la ciutat de Sagamihara. El districte limita amb els municipis de Machida, a Tòquio, cap al nord-est; amb el districte de Chūō al nord-oest i amb els municipis de Yamato, Zama i Atsugi cap al sud. Al districte es troba el camp Zama, de l'exèrcit dels Estats Units d'Amèrica.
L'ajuntament administra i reconeix els següents barris o àrees:
- Ōno-naka
- Ōno-minami
- Asamizo
- Araiso
- Sagamidai
- Sōbudai
- Tōrin

## Història
El districte de Midori fou fundat l'1 d'abril de 2010 en esdevindre Sagamihara en una ciutat designada. A diferència d'altres districtes de Sagamihara, la zona que actualment és el districte de Midori ja formava part del municipi de Sagamihara des d'abans de la designació de la ciutat el 2010. Com a curiositat cal dir que el municipi veí de Zama formà fins al 1948 part de Sagamihara i en concret, de l'àrea que actualment és Midori, arribant a compartir el mateix nom per a un barri, existint dos barris de Sōbudai.

## Transport

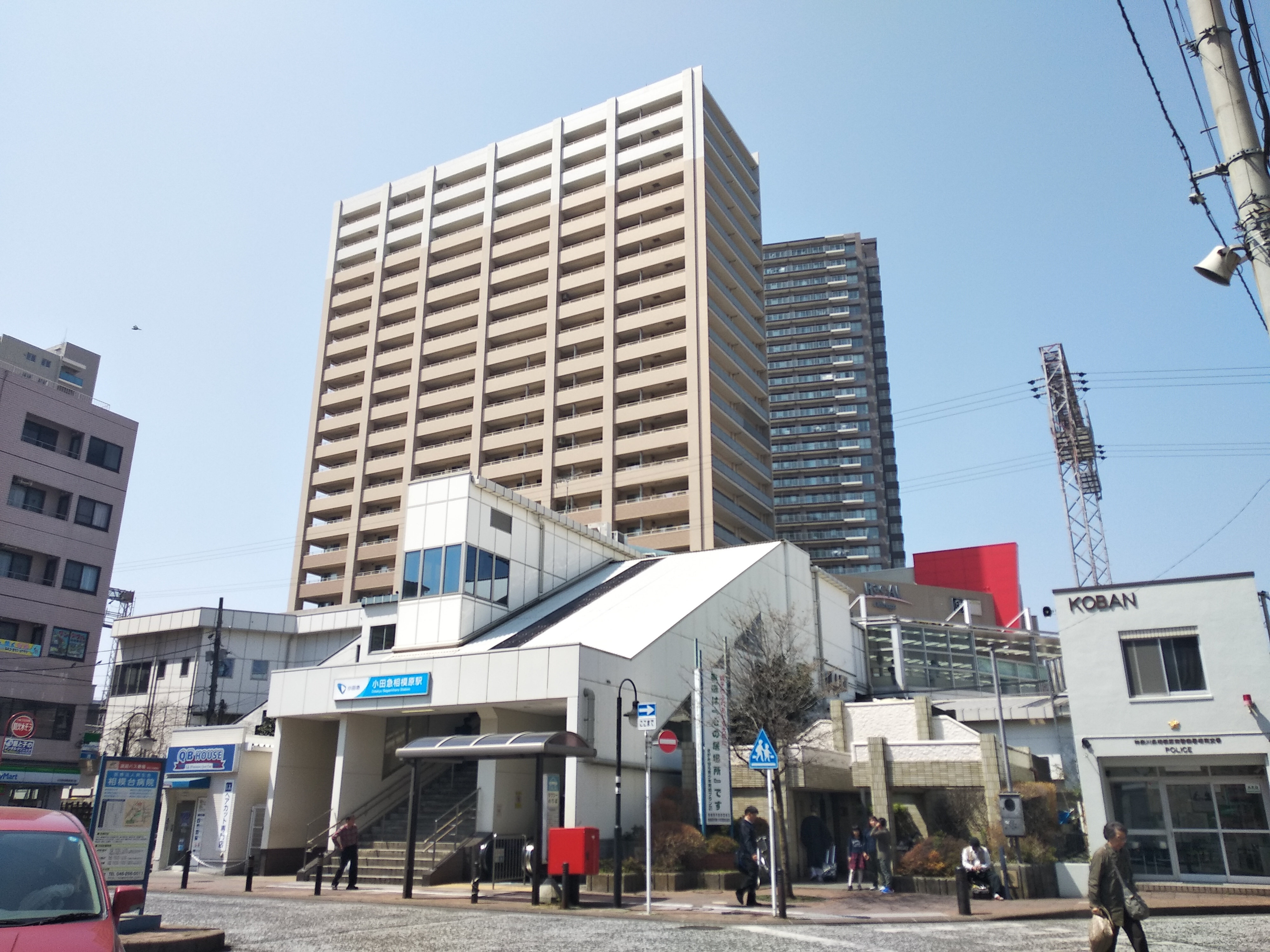
Estació d'Odakyû-Sagamihara

### Ferrocarril
- Companyia de Ferrocarrils del Japó Oriental (JR East)
  - Kobuchi - Sōbudaishita - Shimomizo - Harataima
- Ferrocarril Elèctric Exprés d'Odawara (Odakyū)
  - Sagami-Ōno - Odakyū-Sagamihara - Higashi-Rinkan

### Carretera
- Autopista metropolitana de Tòquio (Ken-Ō)
- Nacional 16 - Nacional 129